# Megistopoda pilatei
Megistopoda pilatei är en tvåvingeart som beskrevs av Macquart 1852. Megistopoda pilatei ingår i släktet Megistopoda och familjen lusflugor. Inga underarter finns listade i Catalogue of Life.